# Cortinarius xantho-ochraceus
Cortinarius xantho-ochraceus är en svampart som beskrevs av P.D. Orton 1960. Cortinarius xantho-ochraceus ingår i släktet Cortinarius och familjen spindlingar.   Inga underarter finns listade i Catalogue of Life.
I den svenska databasen Dyntaxa används istället namnet Cortinarius langei för samma taxon.  Arten är reproducerande i Sverige.